# Obyvatelstvo Chicaga

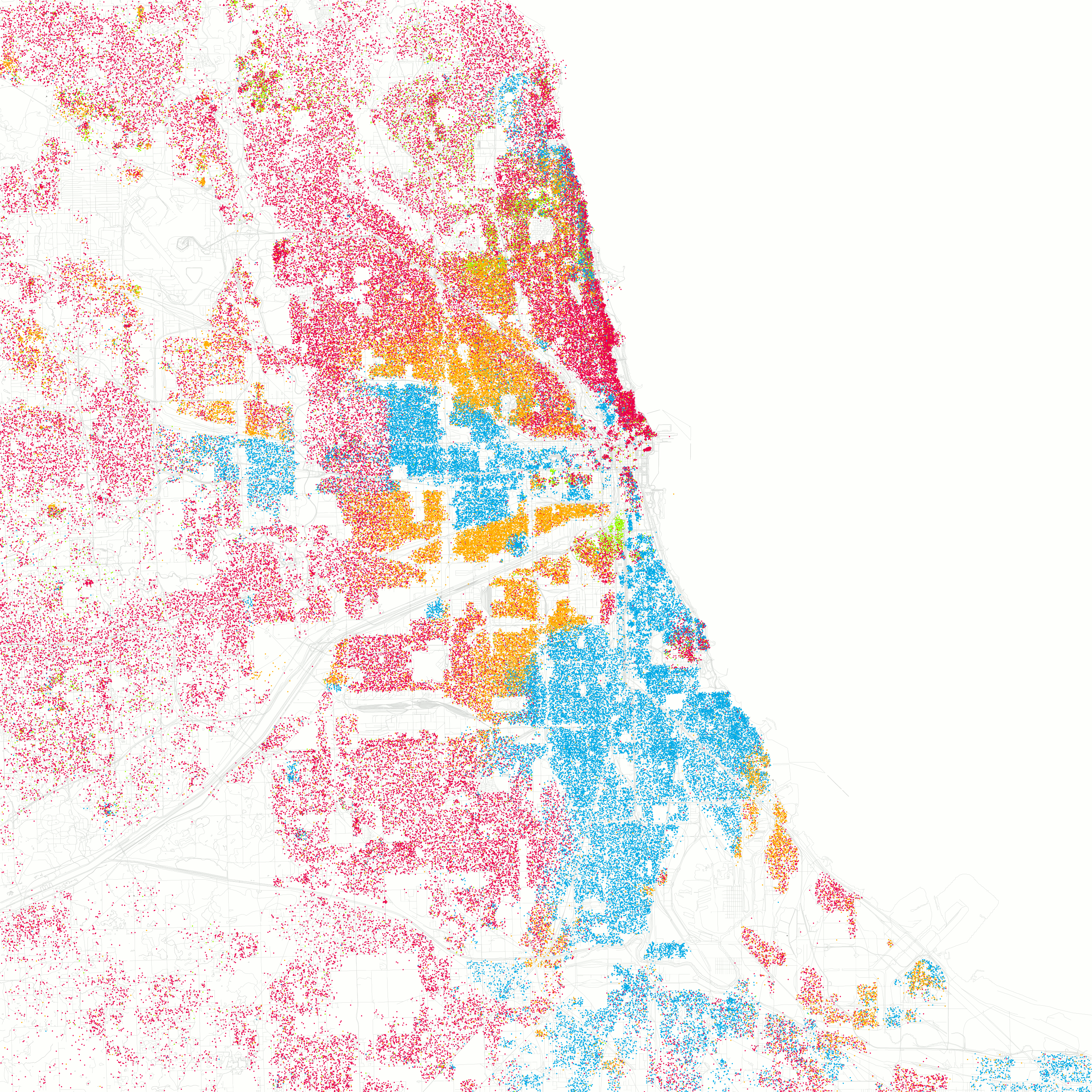
Mapa zobrazující rasy a etnické skupiny žijící v Chicagu. Červená - běloši, modrá - černoši, zelená - Asiaté, oranžová - Hispánci, šedá - ostatní. Každá tečka znázorňuje 25 obyvatel

Obyvatelé amerického města Chicago jsou anglicky nazýváni Chicagoans.
Podle sčítání z roku 2000 zde žilo 2 896 016 lidí, 1 061 928 domácností a 632 909 rodin žijících přímo v Chicagu. Tento počet tvoří asi jednu pětinu populace státu Illinois a 1 % populace Spojených států. Hustota osídlení byla 4 923 obyvatel na km². 

## Etnika
Rasové složení bylo 42 % běloši, 36,8 % černoši, 0,4 % Američtí indiáni, 4,3 % Asiaté, 0,1 % Pacifičtí ostrované, 13,6 % ostatní rasy a 2,9 % dvě nebo více ras. Obyvatelé hispánského původu, bez ohledu na rasu, tvořili 26 % populace.
Chicago a okolí tvoří unikátní tavicí kotel různých kultur. Hlavní etnické skupiny jsou Irové, Němci, Italové, Poláci, Číňané a Mexičané. Chicago má velkou populaci Irských Američanů na jihu a jihozápadě města, i když se množství přestěhovalo na předměstí v polovině 20. století. Spoustu městských politiků vzešlo právě z tého velké Irské populace, včetně současného starosty Richarda M. Daleyho. 
Na počátku 20. století bylo Chicago město s třetí největší populací Čechů na světě (první byla Praha a druhá Vídeň). V průběhu 20. století ale česká populace ve městě výrazně klesla (Češi se "přetavili" v Američany).
V Chicagu žije největší polská populace mimo Varšavu, hlavní město Polska. Chicago se zároveň považuje za druhé největší srbské a lotyšské město na světě a zároveň jako třetí největší řecké město na světě. Město má i velkou arabskou (185 tisíc) a rumunskou (přes 100 tisíc) populaci. V Chicagu žije druhá největší populace mexických Američanů v USA, největší je v Los Angeles.
Metropolitní oblast Chicaga je důležité centrum pro Indo-Američany a pro Jižní Asiaty. Chicago má třetí největší jihoasijskou populaci v USA, po New Yorku a San Franciscu.